# Gauda
|  | Per a altres significats, vegeu «Gauda (desambiguació)». |

Gauda va ser un príncep i rei númida, fill de Mastanabal, net de Masinissa I i germanastre de Jugurta.
El rei Micipsa el va designar hereu del tron si Adhèrbal, Hiempsal I, i Jugurta, que van rebre tres parts del regne, morien sense fills. Sal·lusti diu que va ser exclòs del repartiment del regne perquè no era gaire intel·ligent per una malaltia (morbis confectus et ob eam causam mente paulum imminuta) però probablement això és una exageració.
A la guerra de Jugurta es va unir als romans. Va ser col·laborador de Quint Cecili Metel Numídic que no el va tractar com un aliat i li va refusar alguns honors als que considerava que tenia dret. Per això Gai Mari el va atreure fàcilment al seu partit (108 aC) en contra de Metel, i el 106 aC li va donar el regne de Numídia però sense la part occidental, unida al regne de Mauritània.
Se sap que va tenir no menys de tres fills: Adhèrbal que probablement va morir a mans de Marc Livi Emilià Drus (cònsol el 112 aC) o potser de Marc Livi Drus (tribú de la plebs el 91 aC) que el va segrestar per obtenir un rescat; Hiempsal II que el va succeir; i Mastebar o Mastanabal II, que apareix a una inscripció com "basileus" i probablement va ser associat al regne amb el seu germà o potser va obtenir una part del regne com era costum. Gauda ja era mort l'any 88 aC.